# Dinsor

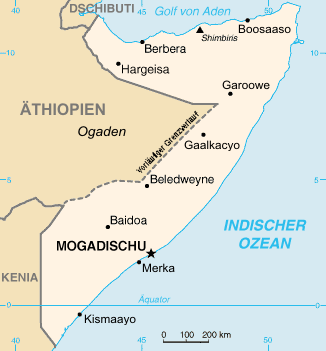
Karte Somalias; Dinsor liegt östlich von Baidoa

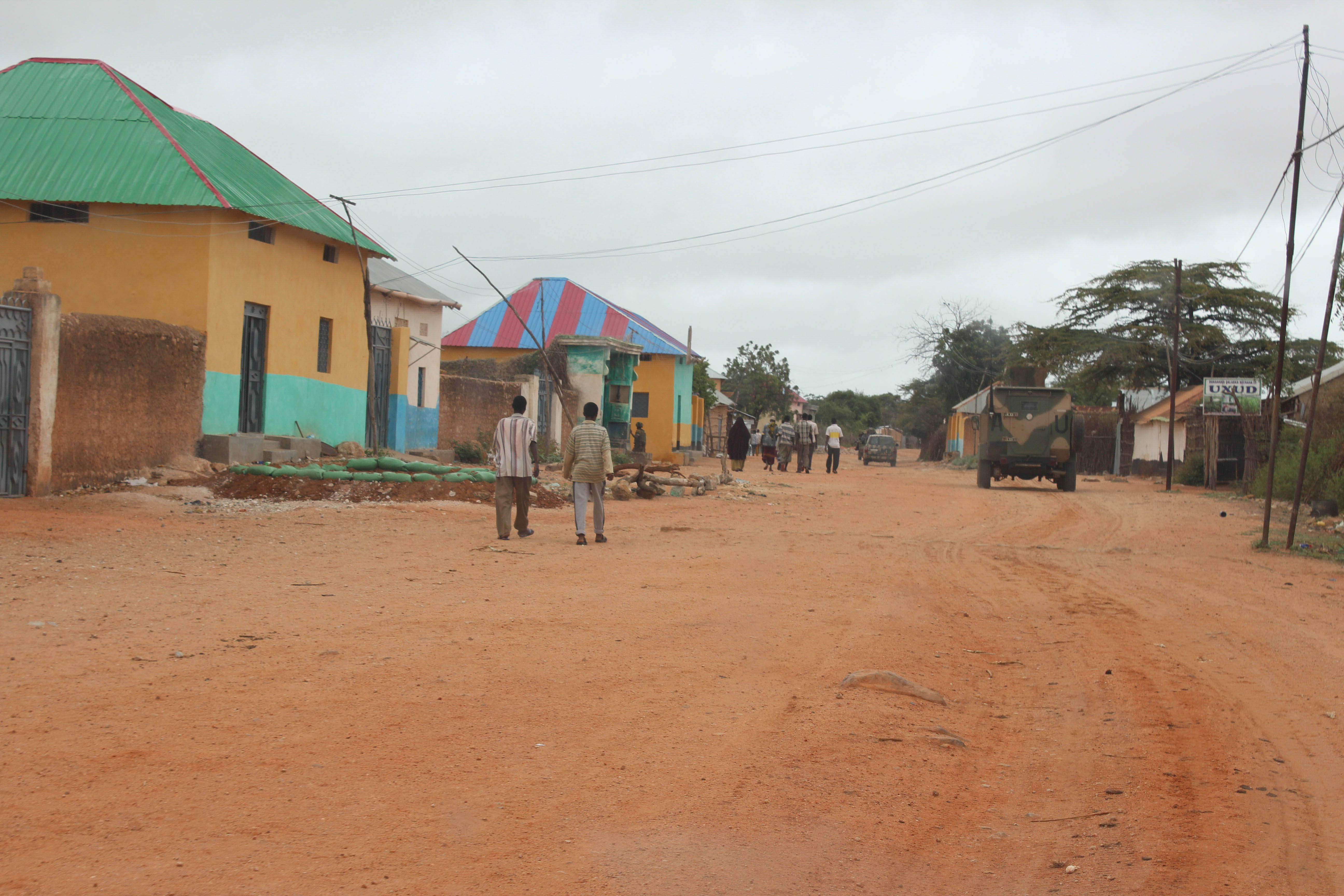
Strasse in Dinsor

Dinsor (auch Diinsoor oder Dhiinsoor geschrieben) ist eine kleine Stadt mit schätzungsweise 16.000–20.000 Einwohnern im Süden Somalias, östlich der Stadt Baardheere in der Region Bay.
Dinsor liegt neben einer Straße, die von Baardheere nach Baidoa führt. Es dient als Marktplatz für die Region, so werden etwa Kamelherden für den Verkauf nach Mogadischu in Dinsor zusammengetrieben. Die Ärzte ohne Grenzen betreiben in Dinsor eine Gesundheitsstation, die für etwa 650.000 Menschen in der Umgebung die einzige medizinische Versorgung darstellt.
Im Dezember 2006 kam es in Dinsor zu Kämpfen zwischen der Übergangsregierung Somalias und der Union islamischer Gerichte.